# Jack Marin
John Warren "Jack" Marin (Sharon, Pensilvania, 12 de octubre de 1949) es un exjugador de baloncesto estadounidense que disputó 11 temporadas de la NBA. Con 2,01 metros de altura, jugaba en la posición de alero.

## Trayectoria deportiva

### Universidad
Jugó durante cuatro temporadas con los Blue Devils de la Universidad de Duke, siendo su año más destacado el tercero, su temporada júnior, en la que promedió 19,1 puntos y 10,3 rebotes por partido. Al año siguiente, el último como colegial, sus porcentajes fueron similares, jugando su mejor partido ante la Universidad de Wake Forest el 15 de enero de 1966, en el que consiguió 36 puntos, con una espectacular serie de 18 de 25 tiros de campo, y 12 rebotes.
Ese año fue elegido en el segundo equipo All-American por la Associated Press e incluido en el mejor quinteto del Torneo de la NCAA. En el total de su trayectoria universitaria promedió 14,9 puntos y 8,1 rebotes por partido.

### Profesional
Fue elegido en la quinta posición del Draft de la NBA de 1966 por Baltimore Bullets, equipo con el que firmó contrato. En su primera temporada consiguió ser incluido en el mejor quinteto de rookies tras promediar 9,6 puntos y 4,2 rebotes por partido. Su progresión fue evidente al año siguiente, cuando ya se hizo con un puesto en el quinteto titular, alcanzando su mejor temporada en la 1971-72, cuando promedió 22,3 puntos y 6,8 rebotes por partido, encabezando la clasificación de lanzamientos de tiros libres de la liga con un 89,4%, y siendo elegido para disputar su primer All-Star Game, en el que anotó 11 puntos en 15 minutos de juego.
En la temporada 1972-73 fue traspasado a Houston Rockets a cambio de Elvin Hayes. Volvió a cuajar una buena temporada, promediando 18,5 puntos y 6,2 rebotes para su nuevo equipo, siendo elegido de nuevo para participar en el All-Star de 1973, en el que logró 4 puntos y 4 rebotes. Pero al año siguiente todo cambió. Dejó de ser titular, siendo traspasado mediada la temporada a los Buffalo Braves, donde comenzó su declive como jugador. Nada más comenzar la temporada 1975-76 fue traspasado a Chicago Bulls, donde transcurrieron sus dos últimos años como profesional, retirándose a los 32 años.
En sus once temporadas como profesional promedió 14,8 puntos, 5,2 rebotes y 2,1 asistencias por partido.

#### Estadísticas

##### Temporada regular
| Temp.   | Edad | Equipo    | Liga | P   | TIT | MIN  | TC  | TCA  | %TC  | 3P | 3PA | %3P | TL  | TLA | %TL  | R.OF. | R.DEF. | REB | ASIS | ROB | TAP | PER | FP  | PTS  |
| 1966-67 | 22   | Baltimore | NBA  | 74  |     | 17.9 | 3.8 | 8.5  | .448 |    |     |     | 2.0 | 2.5 | .775 |       |        | 4.2 | 1.0  |     |     |     | 2.7 | 9.6  |
| 1967-68 | 23   | Baltimore | NBA  | 82  |     | 24.8 | 5.2 | 11.4 | .460 |    |     |     | 3.0 | 3.8 | .796 |       |        | 5.8 | 1.3  |     |     |     | 3.0 | 13.5 |
| 1968-69 | 24   | Baltimore | NBA  | 82  |     | 33.0 | 6.2 | 13.5 | .455 |    |     |     | 3.6 | 4.3 | .830 |       |        | 7.4 | 2.8  |     |     |     | 3.4 | 15.9 |
| 1969-70 | 25   | Baltimore | NBA  | 82  |     | 35.9 | 8.1 | 16.6 | .489 |    |     |     | 3.5 | 4.1 | .844 |       |        | 6.5 | 2.6  |     |     |     | 3.0 | 19.7 |
| 1970-71 | 26   | Baltimore | NBA  | 82  |     | 35.6 | 7.6 | 16.6 | .460 |    |     |     | 3.5 | 4.2 | .848 |       |        | 6.3 | 2.6  |     |     |     | 3.2 | 18.8 |
| 1971-72 | 27   | Baltimore | NBA  | 78  |     | 37.5 | 8.8 | 18.5 | .478 |    |     |     | 4.6 | 5.1 | .894 |       |        | 6.8 | 2.2  |     |     |     | 3.1 | 22.3 |
| 1972-73 | 28   | Houston   | NBA  | 81  |     | 37.3 | 7.7 | 16.5 | .468 |    |     |     | 3.1 | 3.6 | .849 |       |        | 6.2 | 3.6  |     |     |     | 3.0 | 18.5 |
| 1973-74 | 29   | TOTAL     | NBA  | 74  |     | 24.1 | 4.8 | 9.6  | .501 |    |     |     | 2.1 | 2.4 | .855 | 0.8   | 2.3    | 3.1 | 2.3  | 0.6 | 0.4 |     | 2.9 | 11.7 |
| 1973-74 | 29   | Houston   | NBA  | 47  |     | 23.4 | 4.5 | 9.4  | .474 |    |     |     | 1.7 | 2.1 | .837 | 0.6   | 1.6    | 2.3 | 2.6  | 0.5 | 0.2 |     | 2.6 | 10.7 |
| 1973-74 | 29   | Buffalo   | NBA  | 27  |     | 25.2 | 5.4 | 9.9  | .545 |    |     |     | 2.6 | 3.0 | .877 | 1.1   | 3.4    | 4.5 | 1.7  | 0.9 | 0.7 |     | 3.4 | 13.4 |
| 1974-75 | 30   | Buffalo   | NBA  | 81  |     | 26.5 | 4.7 | 10.3 | .455 |    |     |     | 2.4 | 2.7 | .869 | 1.3   | 3.2    | 4.5 | 1.6  | 0.6 | 0.2 |     | 2.9 | 11.8 |
| 1975-76 | 31   | TOTAL     | NBA  | 79  |     | 24.2 | 4.3 | 10.3 | .422 |    |     |     | 2.0 | 2.4 | .856 | 0.9   | 2.3    | 3.2 | 1.8  | 0.6 | 0.1 |     | 2.1 | 10.7 |
| 1975-76 | 31   | Buffalo   | NBA  | 12  |     | 23.2 | 3.4 | 7.8  | .436 |    |     |     | 2.3 | 2.8 | .818 | 0.8   | 2.5    | 3.3 | 1.9  | 0.6 | 0.5 |     | 2.5 | 9.1  |
| 1975-76 | 31   | Chicago   | NBA  | 67  |     | 24.3 | 4.5 | 10.7 | .421 |    |     |     | 2.0 | 2.3 | .865 | 0.9   | 2.3    | 3.2 | 1.8  | 0.6 | 0.1 |     | 2.0 | 11.0 |
| 1976-77 | 32   | Chicago   | NBA  | 54  |     | 16.1 | 3.1 | 6.6  | .465 |    |     |     | 0.6 | 0.7 | .795 | 0.5   | 1.2    | 1.7 | 1.1  | 0.2 | 0.1 |     | 1.6 | 6.8  |
| Total   |      |           | NBA  | 849 |     | 29.0 | 6.0 | 12.8 | .465 |    |     |     | 2.8 | 3.4 | .843 | 0.9   | 2.3    | 5.2 | 2.1  | 0.5 | 0.2 |     | 2.8 | 14.8 |

##### Playoffs
| Temp.   | Edad | Equipo    | Liga | P  | MIN  | TCA | TC  | 3PA | 3P | TLA | TL  | R.OF. | REB | ASIS | ROB | TAP | PER | FP  | PTS | %TC  | %3P | %FT  | MIN  | PTS  | REB | AST |
| 1968-69 | 24   | Baltimore | NBA  | 4  | 153  | 24  | 51  |     |    | 7   | 11  |       | 18  | 12   |     |     |     | 13  | 55  | .471 |     | .636 | 38.3 | 13.8 | 4.5 | 3.0 |
| 1969-70 | 25   | Baltimore | NBA  | 7  | 265  | 48  | 114 |     |    | 29  | 34  |       | 47  | 22   |     |     |     | 27  | 125 | .421 |     | .853 | 37.9 | 17.9 | 6.7 | 3.1 |
| 1970-71 | 26   | Baltimore | NBA  | 18 | 750  | 147 | 319 |     |    | 76  | 93  |       | 145 | 56   |     |     |     | 54  | 370 | .461 |     | .817 | 41.7 | 20.6 | 8.1 | 3.1 |
| 1971-72 | 27   | Baltimore | NBA  | 6  | 229  | 31  | 78  |     |    | 41  | 47  |       | 36  | 12   |     |     |     | 22  | 103 | .397 |     | .872 | 38.2 | 17.2 | 6.0 | 2.0 |
| 1973-74 | 29   | Buffalo   | NBA  | 6  | 121  | 22  | 47  |     |    | 7   | 9   | 5     | 19  | 8    | 2   | 0   |     | 17  | 51  | .468 |     | .778 | 20.2 | 8.5  | 3.2 | 1.3 |
| 1974-75 | 30   | Buffalo   | NBA  | 7  | 108  | 12  | 27  |     |    | 13  | 15  | 5     | 17  | 8    | 7   | 1   |     | 12  | 37  | .444 |     | .867 | 15.4 | 5.3  | 2.4 | 1.1 |
| 1976-77 | 32   | Chicago   | NBA  | 3  | 53   | 8   | 13  |     |    | 0   | 1   | 0     | 1   | 2    | 0   | 0   |     | 6   | 16  | .615 |     | .000 | 17.7 | 5.3  | 0.3 | 0.7 |
| Total   |      |           | NBA  | 51 | 1679 | 292 | 649 |     |    | 173 | 210 | 10    | 283 | 120  | 9   | 1   |     | 151 | 757 | .450 |     | .824 | 32.9 | 14.8 | 5.5 | 2.4 |

## Vida posterior
Tras terminar su carrera como deportista, regresó a la Universidad de Duke, donde se graduó en Derecho en 1980. Posteriormente fue entre 1998 y 2000 director ejecutivo del Celebrity Players Tour, un circuito profesional de golf destinado a exdeportistas de élite. En la actualidad ejerce su profesión de abogado especializado en derecho deportivo en un bufete de la firma Williams Mullen de Carolina del Norte.